# 外反母趾

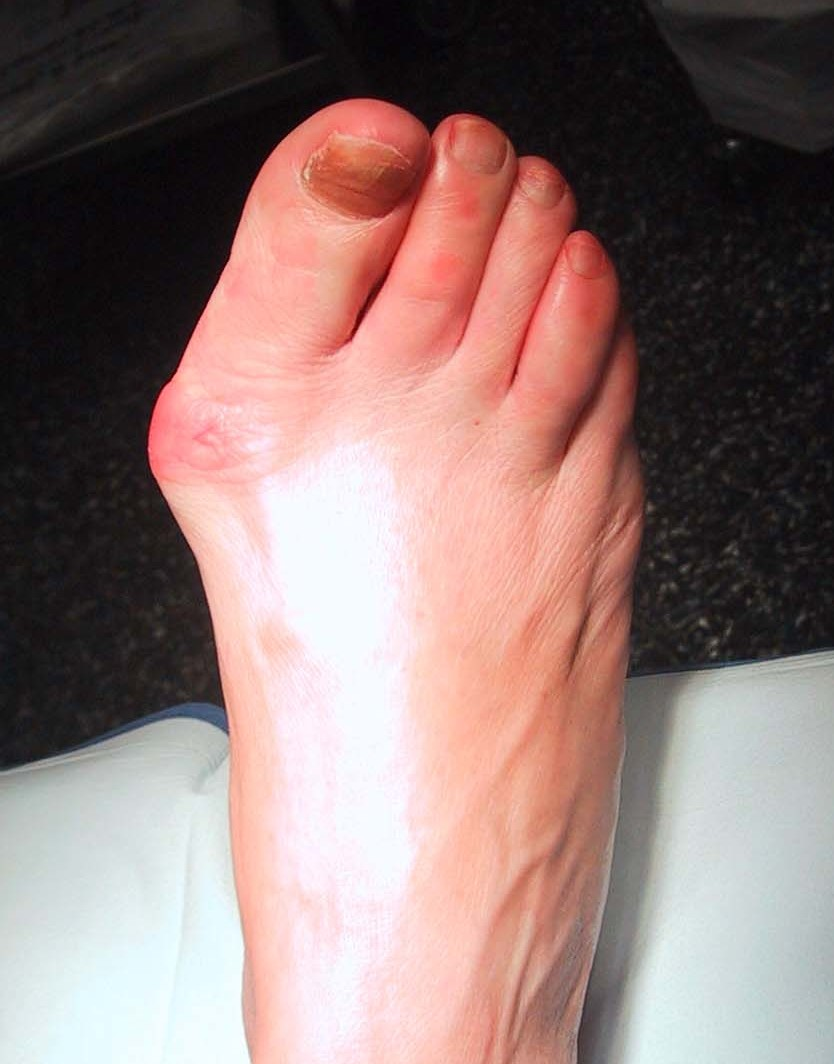
変形した足の写真

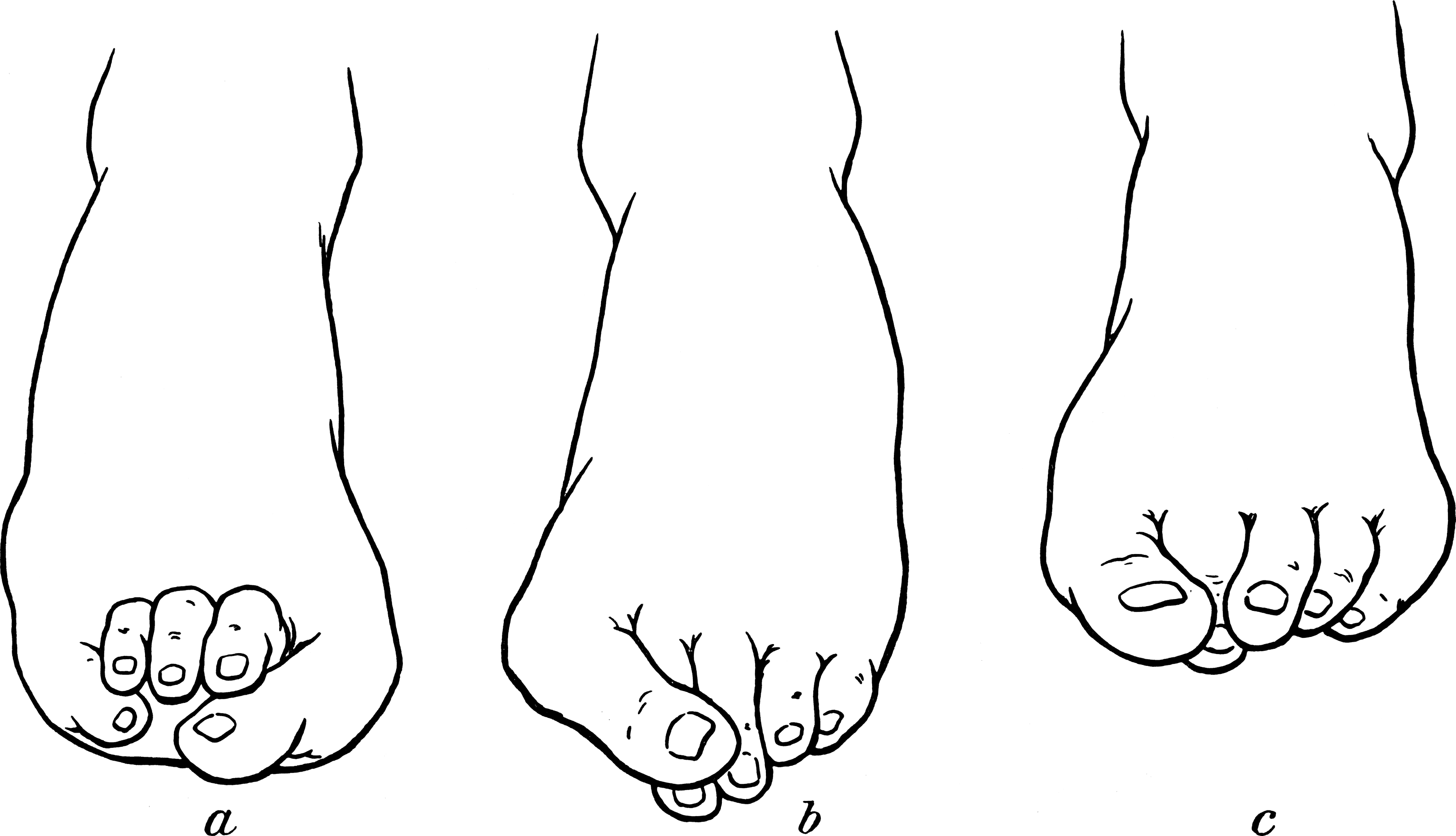
症例図

外反母趾（がいはんぼし、ラテン語: hallux valgus）とは、足の親指（母趾）が外側（小趾）の方に曲がる（外反する）病態のこと。

## 概要
足の甲の内側にある第一中足骨が内反し、母趾が外反すると母趾の付け根の関節（第一MTP関節）が突出する。足に合わない靴を履いていると突出した部分が靴にこすれて疼痛を生じる。女性に多く見られる（90％）。特にハイヒールのような踵が高く、先の細くなった靴を長時間履いている場合になりやすいと言われている。幅の広すぎる靴を履くことにより足が前に滑り、捨て寸の部分につま先が入り込んで圧迫され、発症するケースもある。症状の進行によって痛みを覚え、歩行や起立のたびに痛みを感じるようになる場合がある。外反母趾になると歩行時に母趾にうまく荷重できないため二趾や三趾の付け根の足の裏の部分に荷重が集中し、難治性の有痛性のタコ（胼胝）ができる。子供や男性にも発生する。同じ要因によって外反母趾とは逆に足の小指が親指の方向に曲がってしまう症状は内反小趾（ないはんしょうし）と呼ばれる。
母趾の曲がった角度（外反母趾角）で診断される。外反母趾角は足の荷重時レントゲンにて第一中足骨骨軸と母趾基節骨骨軸のなす角と定義され、その大きさによって重症度が分類される。
- ～20度 - 正常
- 20～30度 - 軽症
- 30～40度 - 中程度
- 40度以上 - 重症

ただし、変形の程度と症状の程度が必ずしも一致しないと言われている。

## 原因
女性、遺伝、ハイヒールが三大原因であると言われている。裸足で生活する民族の調査では男性よりも女性に外反母趾が多く見られる。これは女性の場合の方が第一中足骨が内転しやすく、母趾が外転しやすい傾向にあることが原因である。また女性ホルモンの影響も指摘されている。遺伝と外反母趾との関係について、香港での調査では遺伝はハイヒールよりもはるかに大きい外反母趾の原因であるとされている。裸足生活者には外反母趾は少なく、古代人の足型化石に外反母趾は見られず、日本の江戸時代以前の鼻緒の履物の時代の書物には外反母趾の記載は見られない。ハイヒールなどの先の細い履物がを好む女性が9割を占めることより靴が最大の原因であるとする説も有力である外反母趾の発症に影響する生活習慣は靴以外には報告されていない。
ハイヒールが外反母趾の原因となるのは、
1. 足が前滑りして、足先が細い靴先に押し込まれる。
2. ヒールが高くなるにつれて、足先にかかる体重の割合が増える。
3. 第一趾の中足趾節関節の背屈の角度と、足関節の底屈の角度が大きくなるため、中足趾節関節の両側の靭帯が弛んで不安定になり、かつ足の横アーチに関与する筋肉が弛むため開張足になる。

という3つの理由にある。
足には少しの横のアーチがある。足に負荷をかけると、この足の横アーチがなくなるのを開帳足と言う。こんにゃく足とも言う。開帳足になると、外反母趾にもなりやすくなる。
足病学では、距骨下関節の過剰な回内（過回内、オーバープロネーション）が、外反母趾の原因であるとされ、かつこの過回内には、筋肉はあまり関与していないとされている。出生時に、外反母趾様の母趾の異常がある場合、進行性骨化性線維異形成症の場合がある。200万人に一人の難病だが、遺伝子検査で早期診断をする必要がある。筋肉の弱りや歩行の様式（歩き方）が外反母趾の原因となることを結論付けた論文はない。

## 治療
治療法には保存療法と手術療法がある。保存療法には靴の指導、運動療法（グーパー体操、ホフマン体操、ストレッチ、タオルギャザーなど）、足底板療法（アーチサポート療法）などがある。保存療法は軽度から中等度の外反母趾に有効とされている。過去に報告されている手術方法は100とも200ともいわれているが、現在行われている手術法の主流は第一中足骨の骨切り術である。第一中足骨をどこかで切ってその内反を矯正すると母趾の外反も矯正される。骨切りをする部位によって遠位、近位、骨幹部の骨切り術に分類される。

## 患者
- アナスタシア・ニコラエヴナ
- ビビアン・スー
- 海保知里
- 土佐礼子
- 趙友鳳
- アンナ・アンダーソン
- ヴィクトリア・ベッカム